# The Black Eyed Peas/Auszeichnungen für Musikverkäufe

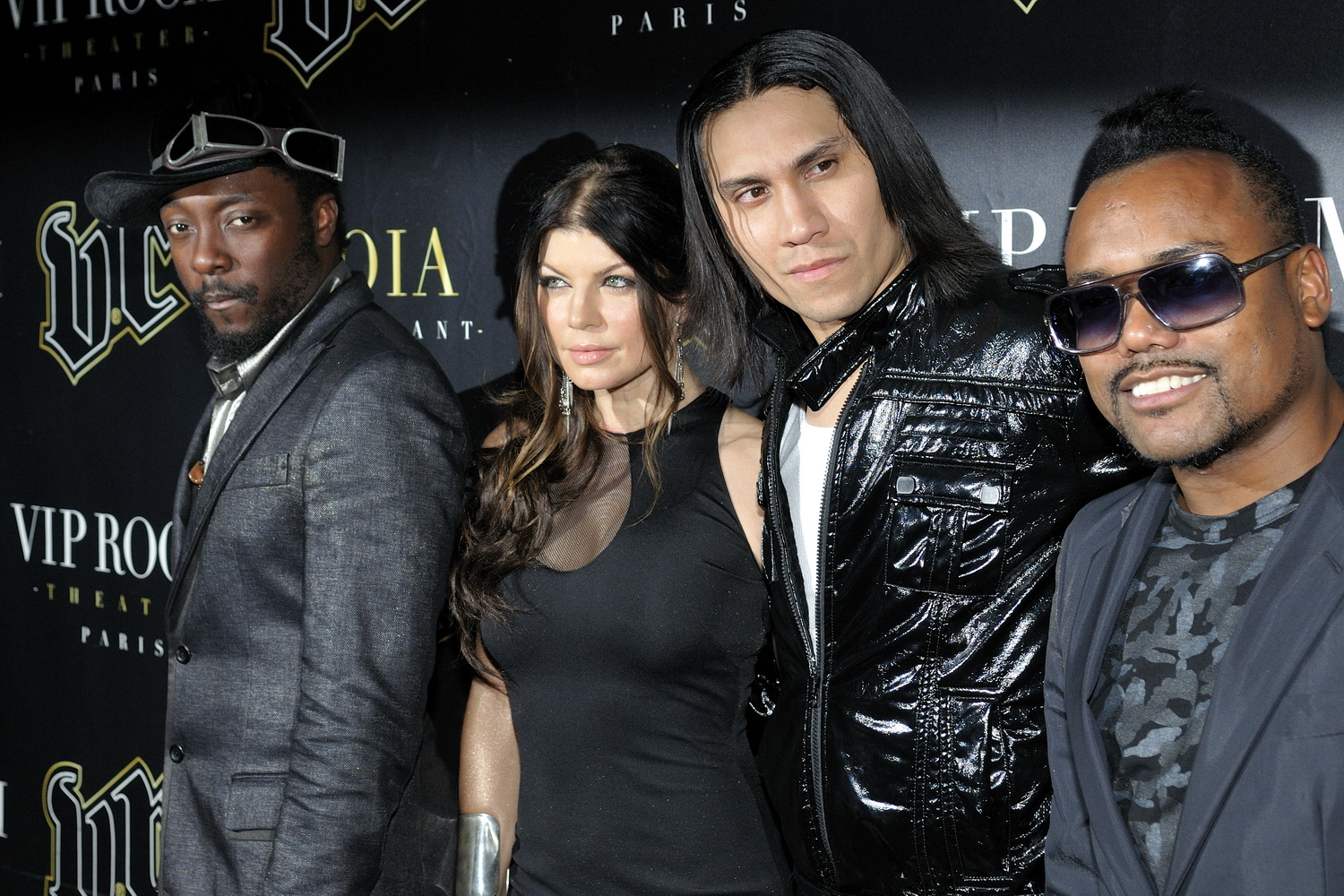
The Black Eyed Peas (2009)

Dies ist eine Übersicht über die Auszeichnungen für Musikverkäufe der US-amerikanischen Hip-Hop-Gruppe The Black Eyed Peas. Die Auszeichnungen finden sich nach ihrer Art (Gold, Platin usw.), nach Staaten getrennt in chronologischer Reihenfolge, geordnet sowie nach den Tonträgern selbst, ebenfalls in chronologischer Reihenfolge, getrennt nach Medium (Alben, Singles usw.), wieder.

## Auszeichnungen
| - Vereinigtes Königreich - 2014: für die Single Don’t Stop the Party - 2022: für die Single Ritmo (Bad Boys for Life) - 2022: für die Single Imma Be - 2023: für die Single Mas que nada - 2023: für die Single Hey Mama - 2023: für die Single Don’t Lie - Australien - 2004: für die Single Hey Mama - 2004: für das Videoalbum Behind the Bridge to Elephunk - 2005: für die Single Don’t Lie - 2006: für die Single Pump It - 2020: für die Single Ritmo (Bad Boys for Life) - Belgien - 2003: für die Single Where Is the Love? - 2006: für die Single Pump It - 2011: für die Single Don’t Stop the Party - 2011: für die Single Just Can’t Get Enough - 2020: für die Single Ritmo (Bad Boys for Life) - 2021: für die Single Girl like Me - Brasilien - 2005: für das Album Elephunk - 2006: für das Album Monkey Business - 2007: für das Videoalbum Live from Sydney to Vegas - 2012: für das Album The Beginning - 2024: für die Single Imma Be - 2024: für die Single Let’s Get It Started - 2024: für die Single Don’t Lie - 2024: für die Single Rock That Body - Dänemark - 2006: für die Single Pump It - 2006: für die Single Don’t Phunk with My Heart - 2009: für die Single Boom Boom Pow - 2011: für die Single The Time (Dirty Bit) - 2011: für das Streaming The Time (Dirty Bit) - 2024: für die Single Just Can’t Get Enough - 2025: für die Single Ritmo (Bad Boys for Life) - Deutschland - 2010: für die Single Boom Boom Pow - 2018: für die Single My Humps - 2018: für die Single Mas que nada - 2018: für die Single Just Can’t Get Enough - 2022: für die Single Ritmo (Bad Boys for Life) - 2022: für die Single Mamacita - 2023: für die Single Let’s Get It Started - 2023: für die Single Pump It - Finnland - 2004: für das Album Elephunk - Frankreich - 2011: für die Single Just Can’t Get Enough - 2021: für die Single Vida Loca - 2021: für die Single My Humps - 2021: für die Single Rock That Body - 2022: für die Single Missing You - 2023: für die Single Let’s Get It Started - Griechenland - 2006: für das Album Monkey Business - Italien - 2011: für das Album The Beginning - 2013: für die Single Rock That Body - 2013: für die Single Don’t Stop the Party - 2023: für die Single Simply the Best - 2023: für das Album Elevation - 2024: für die Single Boom Boom Pow - 2024: für die Single Mas que nada - 2024: für die Single Let’s Get It Started - 2025: für das Album Monkey Business - 2025: für das Album Elephunk - Japan - 2004: für das Album Elephunk - 2009: für die Single Pump It (Mobile Downloads) - 2011: für die Single Boom Boom Pow (Mobile Downloads) - 2011: für das Album The Beginning - 2014: für die Single I Gotta Feeling (Mobile Downloads) - 2016: für die Single The Time (Dirty Bit) (Digital) - Kanada - 2010: für die Single Rock That Body - 2023: für die Single Don’t You Worry - Kolumbien - 2020: für die Single Mami - Libanon - 2010: für das Album The E.N.D. - Neuseeland - 2001: für das Album Bridging the Gap - 2004: für die Single Hey Mama - 2006: für die Single My Humps - 2006: für die Single Don’t Lie - 2011: für die Single Pump It - 2011: für die Single Let’s Get It Started - 2011: für die Single Don’t Stop the Party - 2021: für die Single Imma Be - Norwegen - 2004: für das Album Elephunk - 2005: für die Single Don’t Phunk with My Heart - Österreich - 2004: für die Single Shut Up - 2004: für das Album Elephunk - 2005: für das Album Monkey Business - 2011: für das Album The Beginning - 2020: für die Single Ritmo (Bad Boys for Life) - 2021: für die Single Mamacita - Polen - 2024: für das Album Elevation - Portugal - 2004: für das Album Elephunk - 2022: für die Single Girl like Me - Russland - 2006: für das Album Regeneration: The Remixes - 2009: für das Album The E.N.D. - Schweden - 2004: für die Single Shut Up - 2004: für das Album Elephunk - 2006: für das Album Monkey Business - 2007: für die Single My Humps - 2007: für die Single Don’t Phunk with My Heart - 2010: für die Single Boom Boom Pow - 2020: für die Single Ritmo (Bad Boys for Life) - Schweiz - 2010: für die Single Meet Me Halfway - 2011: für die Single Don’t Stop the Party - 2023: für die Single Don’t You Worry - Singapur - 2020: für das Album Monkey Business - Spanien - 2010: für die Single Boom Boom Pow - 2011: für das Album The Beginning - 2024: für die Single Just Can’t Get Enough - Ungarn - 2006: für das Album Monkey Business - 2023: für das Album Elevation - Vereinigte Staaten - 2005: für die Single Shut Up - 2021: für die Single Mami (Latin) - 2024: für die Single El teke teke - Vereinigtes Königreich - 2023: für die Single Let’s Get It Started - 2025: für die Single Rock That Body - 2025: für die Single Don’t Phunk with My Heart - Zentralamerika - 2022: für die Single Mamacita - Frankreich - 2005: für das Album Monkey Business | - Argentinien - 2004: für das Album Elephunk - 2005: für das Album Monkey Business - 2007: für das Videoalbum Live from Sydney to Vegas - Australien - 2004: für die Single Let’s Get It Started - 2005: für die Single Don’t Phunk with My Heart - 2005: für die Single My Humps - 2010: für die Single Imma Be - 2010: für die Single Rock That Body - 2010: für das Album The Beginning - 2010: für das Videoalbum Live from Sydney to Vegas - 2011: für die Single Don’t Stop the Party - Belgien - 2004: für die Single Shut Up - 2011: für die Single The Time (Dirty Bit) - 2011: für das Album The Beginning - 2013: für die Single Boom Boom Pow - 2020: für die Single Mamacita - Brasilien - 2009: für die Single My Humps - 2010: für das Album The E.N.D. - 2024: für die Single Where Is the Love? - Dänemark - 2006: für die Single My Humps - 2025: für die Single Meet Me Halfway - Deutschland - 2004: für die Single Shut Up - 2004: für das Album Elephunk - 2006: für das Album Monkey Business - 2018: für die Single Meet Me Halfway - Europa - 2011: für das Album The Beginning - Frankreich - 2004: für das Album Elephunk - 2011: für die Single The Time (Dirty Bit) - 2022: für das Album Translation - 2025: für die Single Bailar contigo - 2025: für die Single Shut Up - 2025: für die Single Don’t Stop the Party - GCC - 2010: für das Album The E.N.D. - Irland - 2011: für das Album The Beginning - Italien - 2006: für das Album Monkey Business - 2010: für die Single Meet Me Halfway - 2011: für die Single Just Can’t Get Enough - 2011: für die Single The Time (Dirty Bit) - 2022: für das Album Translation - 2023: für die Single Girl like Me - 2023: für die Single Bailar contigo - 2024: für die Single Pump It - Japan - 2005: für das Album Monkey Business - 2010: für das Album The E.N.D. - 2014: für die Single I Gotta Feeling (Digital) - Kanada - 2010: für die Single Imma Be - Mexiko - 2004: für das Album Elephunk - 2010: für das Album The E.N.D. - 2011: für das Album The Beginning - Neuseeland - 2004: für die Single Shut Up - 2005: für die Single Don’t Phunk with My Heart - 2010: für die Single Meet Me Halfway - 2011: für die Single The Time (Dirty Bit) - 2025: für die Single Rock That Body - Norwegen - 2003: für die Single Where Is the Love? - 2004: für die Single Shut Up - Österreich - 2023: für die Single Don’t You Worry - Peru - 2020: für die Single Mami - 2021: für die Single Girl like Me - Polen - 2007: für das Album Monkey Business - 2010: für das Album The E.N.D. - 2023: für die Single Don’t You Worry - 2023: für die Single Girl like Me - 2023: für das Album Translation - 2024: für die Single Ritmo (Bad Boys for Life) - Portugal - 2010: für das Album The E.N.D. - 2020: für die Single Mamacita - Schweden - 2004: für die Single Where Is the Love? - 2010: für die Single I Gotta Feeling - 2011: für die Single Just Can’t Get Enough - Schweiz - 2004: für das Album Elephunk - 2004: für die Single Shut Up - 2010: für die Single Boom Boom Pow - 2011: für die Single Just Can’t Get Enough - 2011: für das Album The Beginning - 2020: für die Single Ritmo (Bad Boys for Life) - 2020: für die Single Mamacita - Singapur - 2019: für das Album The E.N.D. - Spanien - 2004: für das Album Elephunk - 2006: für das Album Monkey Business - 2011: für die Single Meet Me Halfway - 2011: für die Single The Time (Dirty Bit) - 2011: für das Album The E.N.D. - 2020: für die Single Mamacita - 2023: für die Single Don’t You Worry - 2024: für die Single Girl like Me - 2024: für die Single Where Is the Love? - 2024: für die Single Pump It - Ungarn - 2023: für die Single Don’t You Worry - Vereinigte Staaten - 2022: für die Single Girl like Me - 2023: für die Single Mamacita - 2025: für das Album The Beginning - 2025: für die Single Hey Mama - Vereinigtes Königreich - 2010: für die Single Boom Boom Pow - 2013: für die Single The Time (Dirty Bit) - 2013: für das Album The Beginning - 2022: für die Single Just Can’t Get Enough - 2022: für die Single My Humps - 2025: für die Single Shut Up - Zentralamerika - 2022: für die Single Girl like Me - Deutschland - 2018: für die Single The Time (Dirty Bit) - Mexiko - 2006: für das Album Monkey Business - 2025: für die Single Girl like Me | - Australien - 2004: für die Single Shut Up - Belgien - 2006: für das Album Monkey Business - 2010: für die Single Meet Me Halfway - 2013: für die Single I Gotta Feeling - Brasilien - 2023: für die Single Don’t You Worry - 2024: für die Single Meet Me Halfway - 2024: für die Single Pump It - 2025: für das Album Pump It: Workout Mix - Dänemark - 2023: für die Single I Gotta Feeling - 2024: für die Single Where Is the Love? - 2025: für das Album The E.N.D. - Deutschland - 2010: für das Album The E.N.D. - 2024: für die Single I Gotta Feeling - Europa - 2006: für das Album Monkey Business - Irland - 2005: für das Album Elephunk - 2005: für das Album Monkey Business - Italien - 2014: für das Album The E.N.D. - 2020: für die Single Ritmo (Bad Boys for Life) - 2023: für die Single Don’t You Worry - 2024: für die Single Where Is the Love? - Kanada - 2010: für die Single Meet Me Halfway - 2020: für die Single Mamacita - Neuseeland - 2013: für die Single Boom Boom Pow - 2024: für das Album The Beginning - Niederlande - 2007: für das Album Elephunk - Polen - 2021: für die Single Mamacita - Portugal - 2007: für das Album Monkey Business - 2022: für die Single Ritmo (Bad Boys for Life) - Schweiz - 2006: für das Album Monkey Business - 2010: für die Single I Gotta Feeling - 2010: für das Album The E.N.D. - 2011: für die Single The Time (Dirty Bit) - 2021: für die Single Girl like Me - Vereinigte Staaten - 2006: für den Mastertone My Humps - 2021: für die Single Ritmo (Bad Boys for Life) - 2025: für die Single Don’t Phunk with My Heart - Vereinigtes Königreich - 2025: für die Single Pump It - Deutschland - 2023: für die Single Where Is the Love? - Mexiko - 2023: für die Single Mamacita - Australien - 2010: für die Single Meet Me Halfway - 2011: für die Single The Time (Dirty Bit) - 2011: für die Single Just Can’t Get Enough - Belgien - 2010: für das Album The E.N.D. - Europa - 2005: für das Album Elephunk - 2010: für das Album The E.N.D. - Italien - 2021: für die Single Mamacita - 2021: für die Single I Gotta Feeling - Kanada - 2020: für die Single Ritmo (Bad Boys for Life) - Neuseeland - 2025: für die Single Just Can’t Get Enough - Russland - 2003: für das Album Elephunk - Schweden - 2011: für die Single The Time (Dirty Bit) - Spanien - 2012: für die Single I Gotta Feeling - Vereinigtes Königreich - 2006: für das Album Monkey Business - 2025: für die Single Meet Me Halfway - Zentralamerika - 2022: für die Single Ritmo (Bad Boys for Life) - Australien - 2004: für das Album Elephunk - 2009: für die Single Boom Boom Pow - 2010: für das Album The E.N.D. - 2014: für die Single Where Is the Love? - Dänemark - 2023: für das Album Elephunk - Irland - 2009: für das Album The E.N.D. - Neuseeland - 2004: für das Album Elephunk - 2024: für das Album The E.N.D. - Russland - 2005: für das Album Monkey Business - Spanien - 2020: für die Single Ritmo (Bad Boys for Life) - Vereinigte Staaten - 2025: für die Single Pump It - 2025: für die Single Let’s Get It Started - 2025: für das Album Elephunk - Vereinigtes Königreich - 2024: für die Single Where Is the Love? - Kanada - 2010: für das Album The E.N.D. - Neuseeland - 2024: für das Album Monkey Business - 2025: für die Single Where Is the Love? - Vereinigte Staaten - 2025: für die Single Meet Me Halfway - 2025: für die Single My Humps - 2025: für das Album Monkey Business - 2025: für die Single Where Is the Love? - Vereinigtes Königreich - 2013: für das Album The E.N.D. - 2013: für das Album Elephunk - 2024: für die Single I Gotta Feeling - Australien - 2007: für das Album Monkey Business - Kanada - 2005: für das Album Monkey Business - Vereinigte Staaten - 2025: für die Single Imma Be - 2025: für das Album The E.N.D. - Kanada - 2005: für das Album Elephunk - Neuseeland - 2025: für die Single I Gotta Feeling - Kanada - 2010: für die Single Boom Boom Pow - Australien - 2020: für die Single I Gotta Feeling - Vereinigte Staaten - 2025: für die Single I Gotta Feeling - Brasilien - 2024: für die Single I Gotta Feeling - 2024: für die Single Boom Boom Pow - 2024: für die Single Don’t Stop the Party - 2024: für die Single Just Can’t Get Enough - Frankreich - 2010: für das Album The E.N.D. - 2011: für das Album The Beginning - 2021: für die Single Mamacita - 2021: für die Single Ritmo (Bad Boys for Life) - 2021: für die Single Girl like Me - 2021: für die Single I Gotta Feeling - 2021: für die Single Meet Me Halfway - 2022: für die Single Pump It - 2023: für die Single Don’t You Worry - 2023: für die Single Boom Boom Pow - Kanada - 2010: für die Single I Gotta Feeling - Mexiko - 2025: für die Single Girl like Me - Vereinigte Staaten - 2025: für die Single Boom Boom Pow - Brasilien - 2023: für die Single Girl like Me - 2024: für die Single The Time (Dirty Bit) - Mexiko - 2024: für die Single Ritmo (Bad Boys for Life) |

## Auszeichnungen nach Alben

### Bridging the Gap
| Land/Region       | Auszeichnungen für Musikverkäufe (Land/Region, Auszeichnung, Verkäufe) | Verkäufe |
| ----------------- | ---------------------------------------------------------------------- | -------- |
| Neuseeland (RMNZ) | Gold                                                                   | 7.500    |
| Insgesamt         | 1× Gold ·                                                              | 7.500    |

### Elephunk
| Land/Region                  | Auszeichnungen für Musikverkäufe (Land/Region, Auszeichnung, Verkäufe) | Verkäufe    |
| ---------------------------- | ---------------------------------------------------------------------- | ----------- |
| Argentinien (CAPIF)          | Platin                                                                 | 40.000      |
| Australien (ARIA)            | 4× Platin                                                              | 280.000     |
| Brasilien (PMB)              | Gold                                                                   | 50.000      |
| Dänemark (IFPI)              | 4× Platin                                                              | (80.000)    |
| Deutschland (BVMI)           | Platin                                                                 | (200.000)   |
| Europa (IFPI)                | 3× Platin                                                              | 3.000.000   |
| Finnland (IFPI)              | Gold                                                                   | (23.541)    |
| Frankreich (SNEP)            | Platin                                                                 | (300.000)   |
| Irland (IRMA)                | 2× Platin                                                              | (30.000)    |
| Italien (FIMI)               | Gold                                                                   | (25.000)    |
| Japan (RIAJ)                 | Gold                                                                   | 100.000     |
| Kanada (MC)                  | 7× Platin                                                              | 700.000     |
| Mexiko (AMPROFON)            | Platin                                                                 | 150.000     |
| Neuseeland (RMNZ)            | 4× Platin                                                              | 60.000      |
| Niederlande (NVPI)           | 2× Platin                                                              | (140.000)   |
| Norwegen (IFPI)              | Gold                                                                   | (20.000)    |
| Österreich (IFPI)            | Gold                                                                   | (15.000)    |
| Portugal (AFP)               | Gold                                                                   | (20.000)    |
| Russland (NFPF)              | 3× Platin                                                              | (60.000)    |
| Schweden (IFPI)              | Gold                                                                   | (30.000)    |
| Schweiz (IFPI)               | Platin                                                                 | (40.000)    |
| Spanien (Promusicae)         | Platin                                                                 | (10.000)    |
| Vereinigte Staaten (RIAA)    | 4× Platin                                                              | 4.000.000   |
| Vereinigtes Königreich (BPI) | 5× Platin                                                              | (1.500.000) |
| Insgesamt                    | 8× Gold · 44× Platin ·                                                 | 8.380.000   |

### Monkey Business
| Land/Region                  | Auszeichnungen für Musikverkäufe (Land/Region, Auszeichnung, Verkäufe) | Verkäufe  |
| ---------------------------- | ---------------------------------------------------------------------- | --------- |
| Argentinien (CAPIF)          | Platin                                                                 | 40.000    |
| Australien (ARIA)            | 6× Platin                                                              | 420.000   |
| Belgien (BRMA)               | 2× Platin                                                              | (100.000) |
| Brasilien (PMB)              | Gold                                                                   | 30.000    |
| Deutschland (BVMI)           | Platin                                                                 | (200.000) |
| Europa (IFPI)                | 2× Platin                                                              | 2.000.000 |
| Frankreich (SNEP)            | 2× Gold                                                                | (200.000) |
| Griechenland (IFPI)          | Gold                                                                   | (10.000)  |
| Irland (IRMA)                | 2× Platin                                                              | (30.000)  |
| Italien (FIMI)               | Platin (2006) · + Gold (2025)                                          | (105.000) |
| Japan (RIAJ)                 | Platin                                                                 | 250.000   |
| Kanada (MC)                  | 6× Platin                                                              | 600.000   |
| Mexiko (AMPROFON)            | 3× Gold                                                                | 150.000   |
| Neuseeland (RMNZ)            | 5× Platin                                                              | 75.000    |
| Österreich (IFPI)            | Gold                                                                   | (15.000)  |
| Polen (ZPAV)                 | Platin                                                                 | (20.000)  |
| Portugal (AFP)               | 2× Platin                                                              | (40.000)  |
| Russland (NFPF)              | 4× Platin                                                              | (80.000)  |
| Schweden (IFPI)              | Gold                                                                   | (30.000)  |
| Schweiz (IFPI)               | 2× Platin                                                              | (80.000)  |
| Singapur (RIAS)              | Gold                                                                   | 5.000     |
| Spanien (Promusicae)         | Platin                                                                 | (80.000)  |
| Ungarn (MAHASZ)              | Gold                                                                   | (5.000)   |
| Vereinigte Staaten (RIAA)    | 5× Platin                                                              | 5.000.000 |
| Vereinigtes Königreich (BPI) | 3× Platin                                                              | (900.000) |
| Insgesamt                    | 10× Gold · 47× Platin ·                                                | 8.570.000 |

### Renegotiations: The Remixes
| Land/Region     | Auszeichnungen für Musikverkäufe (Land/Region, Auszeichnung, Verkäufe) | Verkäufe |
| --------------- | ---------------------------------------------------------------------- | -------- |
| Russland (NFPF) | Gold                                                                   | 10.000   |
| Insgesamt       | 1× Gold ·                                                              | 10.000   |

### The E.N.D.
| Land/Region                  | Auszeichnungen für Musikverkäufe (Land/Region, Auszeichnung, Verkäufe) | Verkäufe    |
| ---------------------------- | ---------------------------------------------------------------------- | ----------- |
| Australien (ARIA)            | 4× Platin                                                              | 280.000     |
| Belgien (BRMA)               | 3× Platin                                                              | (90.000)    |
| Brasilien (PMB)              | Platin                                                                 | 60.000      |
| Dänemark (IFPI)              | 2× Platin                                                              | (40.000)    |
| Deutschland (BVMI)           | 2× Platin                                                              | (400.000)   |
| Europa (IFPI)                | 3× Platin                                                              | 3.000.000   |
| Frankreich (SNEP)            | Diamant                                                                | (500.000)   |
| Golf-Kooperationsrat (IFPI)  | Platin                                                                 | 6.000       |
| Irland (IRMA)                | 4× Platin                                                              | (60.000)    |
| Italien (FIMI)               | 2× Platin                                                              | (100.000)   |
| Japan (RIAJ)                 | Platin                                                                 | 250.000     |
| Kanada (MC)                  | 5× Platin                                                              | 500.000     |
| Libanon (IFPI)               | Gold                                                                   | 3.000       |
| Mexiko (AMPROFON)            | Platin                                                                 | 80.000      |
| Neuseeland (RMNZ)            | 4× Platin                                                              | 60.000      |
| Polen (ZPAV)                 | Platin                                                                 | (20.000)    |
| Portugal (AFP)               | Platin                                                                 | (20.000)    |
| Russland (NFPF)              | Gold                                                                   | 10.000      |
| Schweiz (IFPI)               | 2× Platin                                                              | 60.000      |
| Singapur (RIAS)              | Platin                                                                 | 10.000      |
| Spanien (Promusicae)         | Platin                                                                 | (80.000)    |
| Vereinigte Staaten (RIAA)    | 6× Platin                                                              | 6.000.000   |
| Vereinigtes Königreich (BPI) | 5× Platin                                                              | (1.500.000) |
| Insgesamt                    | 2× Gold · 50× Platin · 1× Diamant ·                                    | 10.249.000  |

### The Beginning
| Land/Region                  | Auszeichnungen für Musikverkäufe (Land/Region, Auszeichnung, Verkäufe) | Verkäufe    |
| ---------------------------- | ---------------------------------------------------------------------- | ----------- |
| Australien (ARIA)            | Platin                                                                 | 70.000      |
| Belgien (BRMA)               | Platin                                                                 | 30.000      |
| Brasilien (PMB)              | Gold                                                                   | 20.000      |
| Deutschland (BVMI)           | Gold                                                                   | 100.000     |
| Europa (IFPI)                | Platin                                                                 | (1.000.000) |
| Frankreich (SNEP)            | Diamant                                                                | 500.000     |
| Irland (IRMA)                | Platin                                                                 | 15.000      |
| Italien (FIMI)               | Gold                                                                   | 30.000      |
| Japan (RIAJ)                 | Gold                                                                   | 100.000     |
| Mexiko (AMPROFON)            | Platin                                                                 | 60.000      |
| Neuseeland (RMNZ)            | 2× Platin                                                              | 30.000      |
| Österreich (IFPI)            | Gold                                                                   | 10.000      |
| Schweiz (IFPI)               | Platin                                                                 | 30.000      |
| Spanien (Promusicae)         | Gold                                                                   | 30.000      |
| Vereinigte Staaten (RIAA)    | Platin                                                                 | 1.000.000   |
| Vereinigtes Königreich (BPI) | Platin                                                                 | 300.000     |
| Insgesamt                    | 6× Gold · 10× Platin · 1× Diamant ·                                    | 2.325.000   |

### Translation
| Land/Region       | Auszeichnungen für Musikverkäufe (Land/Region, Auszeichnung, Verkäufe) | Verkäufe |
| ----------------- | ---------------------------------------------------------------------- | -------- |
| Frankreich (SNEP) | Platin                                                                 | 100.000  |
| Italien (FIMI)    | Platin                                                                 | 50.000   |
| Polen (ZPAV)      | Platin                                                                 | 20.000   |
| Insgesamt         | 3× Platin ·                                                            | 170.000  |

### Elevation
| Land/Region     | Auszeichnungen für Musikverkäufe (Land/Region, Auszeichnung, Verkäufe) | Verkäufe |
| --------------- | ---------------------------------------------------------------------- | -------- |
| Italien (FIMI)  | Gold                                                                   | 25.000   |
| Polen (ZPAV)    | Gold                                                                   | 10.000   |
| Ungarn (MAHASZ) | Gold                                                                   | 2.000    |
| Insgesamt       | 3× Gold ·                                                              | 37.000   |

### Pump It: Workout Mix
| Land/Region     | Auszeichnungen für Musikverkäufe (Land/Region, Auszeichnung, Verkäufe) | Verkäufe |
| --------------- | ---------------------------------------------------------------------- | -------- |
| Brasilien (PMB) | 2× Platin                                                              | 80.000   |
| Insgesamt       | 2× Platin ·                                                            | 80.000   |

## Auszeichnungen nach Singles

### Where Is the Love?
| Land/Region                  | Auszeichnungen für Musikverkäufe (Land/Region, Auszeichnung, Verkäufe) | Verkäufe  |
| ---------------------------- | ---------------------------------------------------------------------- | --------- |
| Australien (ARIA)            | 4× Platin                                                              | 280.000   |
| Belgien (BRMA)               | Gold                                                                   | 25.000    |
| Brasilien (PMB)              | Platin                                                                 | 60.000    |
| Dänemark (IFPI)              | 2× Platin                                                              | 180.000   |
| Deutschland (BVMI)           | 5× Gold                                                                | 750.000   |
| Italien (FIMI)               | 2× Platin                                                              | 200.000   |
| Neuseeland (RMNZ)            | 5× Platin                                                              | 150.000   |
| Norwegen (IFPI)              | Platin                                                                 | 10.000    |
| Schweden (IFPI)              | Platin                                                                 | 20.000    |
| Spanien (Promusicae)         | Platin                                                                 | 60.000    |
| Vereinigte Staaten (RIAA)    | 5× Platin                                                              | 5.000.000 |
| Vereinigtes Königreich (BPI) | 4× Platin                                                              | 2.400.000 |
| Insgesamt                    | 2× Gold · 28× Platin ·                                                 | 9.135.000 |

### Shut Up
| Land/Region                  | Auszeichnungen für Musikverkäufe (Land/Region, Auszeichnung, Verkäufe) | Verkäufe  |
| ---------------------------- | ---------------------------------------------------------------------- | --------- |
| Australien (ARIA)            | 2× Platin                                                              | 140.000   |
| Belgien (BRMA)               | Platin                                                                 | 50.000    |
| Deutschland (BVMI)           | Platin                                                                 | 300.000   |
| Frankreich (SNEP)            | Platin                                                                 | 400.000   |
| Neuseeland (RMNZ)            | Platin                                                                 | 10.000    |
| Norwegen (IFPI)              | Platin                                                                 | 10.000    |
| Österreich (IFPI)            | Gold                                                                   | 15.000    |
| Schweden (IFPI)              | Gold                                                                   | 10.000    |
| Schweiz (IFPI)               | Platin                                                                 | 40.000    |
| Vereinigte Staaten (RIAA)    | Gold                                                                   | 500.000   |
| Vereinigtes Königreich (BPI) | Platin                                                                 | 600.000   |
| Insgesamt                    | 3× Gold · 9× Platin ·                                                  | 2.075.000 |

### Hey Mama
| Land/Region                  | Auszeichnungen für Musikverkäufe (Land/Region, Auszeichnung, Verkäufe) | Verkäufe  |
| ---------------------------- | ---------------------------------------------------------------------- | --------- |
| Australien (ARIA)            | Gold                                                                   | 35.000    |
| Neuseeland (RMNZ)            | Gold                                                                   | 5.000     |
| Vereinigte Staaten (RIAA)    | Platin                                                                 | 1.000.000 |
| Vereinigtes Königreich (BPI) | Silber                                                                 | 200.000   |
| Insgesamt                    | 1× Silber · 2× Gold · 1× Platin ·                                      | 1.240.000 |

### Let’s Get It Started
| Land/Region                  | Auszeichnungen für Musikverkäufe (Land/Region, Auszeichnung, Verkäufe) | Verkäufe  |
| ---------------------------- | ---------------------------------------------------------------------- | --------- |
| Australien (ARIA)            | Platin                                                                 | 70.000    |
| Brasilien (PMB)              | Gold                                                                   | 30.000    |
| Deutschland (BVMI)           | Gold                                                                   | 150.000   |
| Frankreich (SNEP)            | Gold                                                                   | 100.000   |
| Italien (FIMI)               | Gold                                                                   | 50.000    |
| Neuseeland (RMNZ)            | Gold                                                                   | 7.500     |
| Vereinigte Staaten (RIAA)    | 4× Platin                                                              | 4.000.000 |
| Vereinigtes Königreich (BPI) | Gold                                                                   | 400.000   |
| Insgesamt                    | 6× Gold · 5× Platin ·                                                  | 4.807.500 |

### Don’t Phunk with My Heart
| Land/Region                  | Auszeichnungen für Musikverkäufe (Land/Region, Auszeichnung, Verkäufe) | Verkäufe  |
| ---------------------------- | ---------------------------------------------------------------------- | --------- |
| Australien (ARIA)            | Platin                                                                 | 70.000    |
| Dänemark (IFPI)              | Gold                                                                   | 4.000     |
| Neuseeland (RMNZ)            | Platin                                                                 | 10.000    |
| Norwegen (IFPI)              | Gold                                                                   | 5.000     |
| Schweden (IFPI)              | Gold                                                                   | 10.000    |
| Vereinigte Staaten (RIAA)    | 2× Platin                                                              | 2.000.000 |
| Vereinigtes Königreich (BPI) | Gold                                                                   | 400.000   |
| Insgesamt                    | 4× Gold · 4× Platin ·                                                  | 2.499.000 |

### Don’t Lie
| Land/Region                  | Auszeichnungen für Musikverkäufe (Land/Region, Auszeichnung, Verkäufe) | Verkäufe |
| ---------------------------- | ---------------------------------------------------------------------- | -------- |
| Australien (ARIA)            | Gold                                                                   | 35.000   |
| Brasilien (PMB)              | Gold                                                                   | 30.000   |
| Neuseeland (RMNZ)            | Gold                                                                   | 5.000    |
| Vereinigtes Königreich (BPI) | Silber                                                                 | 200.000  |
| Insgesamt                    | 1× Silber · 3× Gold ·                                                  | 270.000  |

### My Humps
| Land/Region                  | Auszeichnungen für Musikverkäufe (Land/Region, Auszeichnung, Verkäufe) | Verkäufe  |
| ---------------------------- | ---------------------------------------------------------------------- | --------- |
| Australien (ARIA)            | Platin                                                                 | 70.000    |
| Brasilien (PMB)              | Platin                                                                 | 60.000    |
| Dänemark (IFPI)              | Platin                                                                 | 8.000     |
| Deutschland (BVMI)           | Gold                                                                   | 150.000   |
| Frankreich (SNEP)            | Gold                                                                   | 100.000   |
| Neuseeland (RMNZ)            | Gold                                                                   | 5.000     |
| Schweden (IFPI)              | Gold                                                                   | 10.000    |
| Vereinigte Staaten (RIAA)    | 5× Platin · + 2× Platin (Mastertone)                                   | 7.000.000 |
| Vereinigtes Königreich (BPI) | Platin                                                                 | 600.000   |
| Insgesamt                    | 4× Gold · 11× Platin ·                                                 | 8.003.000 |

### Pump It
| Land/Region                  | Auszeichnungen für Musikverkäufe (Land/Region, Auszeichnung, Verkäufe) | Verkäufe  |
| ---------------------------- | ---------------------------------------------------------------------- | --------- |
| Australien (ARIA)            | Gold                                                                   | 35.000    |
| Belgien (BRMA)               | Gold                                                                   | 25.000    |
| Brasilien (PMB)              | 2× Platin                                                              | 120.000   |
| Dänemark (IFPI)              | Gold                                                                   | 4.000     |
| Deutschland (BVMI)           | Gold                                                                   | 150.000   |
| Frankreich (SNEP)            | Diamant                                                                | 333.333   |
| Italien (FIMI)               | Platin                                                                 | 100.000   |
| Japan (RIAJ)                 | Gold                                                                   | 100.000   |
| Neuseeland (RMNZ)            | Gold                                                                   | 7.500     |
| Spanien (Promusicae)         | Platin                                                                 | 60.000    |
| Vereinigte Staaten (RIAA)    | 4× Platin                                                              | 4.000.000 |
| Vereinigtes Königreich (BPI) | 2× Platin                                                              | 1.200.000 |
| Insgesamt                    | 6× Gold · 10× Platin · 1× Diamant ·                                    | 6.134.833 |

### Mas que nada
| Land/Region                  | Auszeichnungen für Musikverkäufe (Land/Region, Auszeichnung, Verkäufe) | Verkäufe |
| ---------------------------- | ---------------------------------------------------------------------- | -------- |
| Deutschland (BVMI)           | Gold                                                                   | 150.000  |
| Italien (FIMI)               | Gold                                                                   | 50.000   |
| Vereinigtes Königreich (BPI) | Silber                                                                 | 200.000  |
| Insgesamt                    | 1× Silber · 2× Gold ·                                                  | 400.000  |

### Boom Boom Pow
| Land/Region                  | Auszeichnungen für Musikverkäufe (Land/Region, Auszeichnung, Verkäufe) | Verkäufe   |
| ---------------------------- | ---------------------------------------------------------------------- | ---------- |
| Australien (ARIA)            | 4× Platin                                                              | 280.000    |
| Belgien (BRMA)               | Platin                                                                 | 30.000     |
| Brasilien (PMB)              | Diamant                                                                | 250.000    |
| Dänemark (IFPI)              | Gold                                                                   | 15.000     |
| Deutschland (BVMI)           | Gold                                                                   | 150.000    |
| Frankreich (SNEP)            | Diamant                                                                | 333.333    |
| Italien (FIMI)               | Gold                                                                   | 50.000     |
| Japan (RIAJ)                 | Gold                                                                   | 100.000    |
| Kanada (MC)                  | 8× Platin                                                              | 320.000    |
| Neuseeland (RMNZ)            | 2× Platin                                                              | 30.000     |
| Schweden (IFPI)              | Gold                                                                   | 20.000     |
| Schweiz (IFPI)               | Platin                                                                 | 30.000     |
| Spanien (Promusicae)         | Gold                                                                   | 20.000     |
| Südkorea (KMCA)              | —                                                                      | 501.191    |
| Vereinigte Staaten (RIAA)    | Diamant                                                                | 10.000.000 |
| Vereinigtes Königreich (BPI) | Platin                                                                 | 987.000    |
| Insgesamt                    | 6× Gold · 17× Platin · 3× Diamant ·                                    | 13.116.524 |

### I Gotta Feeling
| Land/Region                  | Auszeichnungen für Musikverkäufe (Land/Region, Auszeichnung, Verkäufe) | Verkäufe   |
| ---------------------------- | ---------------------------------------------------------------------- | ---------- |
| Australien (ARIA)            | 13× Platin                                                             | 910.000    |
| Belgien (BRMA)               | 2× Platin                                                              | 60.000     |
| Brasilien (PMB)              | Diamant                                                                | 250.000    |
| Dänemark (IFPI)              | 2× Platin                                                              | 180.000    |
| Deutschland (BVMI)           | 2× Platin                                                              | 1.200.000  |
| Frankreich (SNEP)            | Diamant                                                                | 414.000    |
| Italien (FIMI)               | 3× Platin                                                              | 210.000    |
| Japan (RIAJ)                 | Gold (Mobile Downloads) · + Platin (Digital)                           | 350.000    |
| Kanada (MC)                  | Diamant                                                                | 400.000    |
| Neuseeland (RMNZ)            | 7× Platin                                                              | 210.000    |
| Schweden (IFPI)              | Platin                                                                 | 40.000     |
| Schweiz (IFPI)               | 2× Platin                                                              | 60.000     |
| Spanien (Promusicae)         | 3× Platin                                                              | 120.000    |
| Südkorea (KMCA)              | —                                                                      | 121.684    |
| Vereinigte Staaten (RIAA)    | 15× Platin                                                             | 15.000.000 |
| Vereinigtes Königreich (BPI) | 5× Platin                                                              | 3.000.000  |
| Insgesamt                    | 1× Gold · 46× Platin · 4× Diamant ·                                    | 22.525.684 |

### Meet Me Halfway
| Land/Region                  | Auszeichnungen für Musikverkäufe (Land/Region, Auszeichnung, Verkäufe) | Verkäufe  |
| ---------------------------- | ---------------------------------------------------------------------- | --------- |
| Australien (ARIA)            | 3× Platin                                                              | 210.000   |
| Belgien (BRMA)               | 2× Platin                                                              | 60.000    |
| Brasilien (PMB)              | 2× Platin                                                              | 120.000   |
| Dänemark (IFPI)              | Platin                                                                 | 90.000    |
| Deutschland (BVMI)           | Platin                                                                 | 300.000   |
| Frankreich (SNEP)            | Diamant                                                                | 333.333   |
| Italien (FIMI)               | Platin                                                                 | 30.000    |
| Kanada (MC)                  | 2× Platin                                                              | 160.000   |
| Neuseeland (RMNZ)            | Platin                                                                 | 15.000    |
| Schweiz (IFPI)               | Gold                                                                   | 15.000    |
| Spanien (Promusicae)         | Platin                                                                 | 40.000    |
| Vereinigte Staaten (RIAA)    | 5× Platin                                                              | 5.000.000 |
| Vereinigtes Königreich (BPI) | 3× Platin                                                              | 1.800.000 |
| Insgesamt                    | 1× Gold · 22× Platin · 1× Diamant ·                                    | 8.173.333 |

### Imma Be
| Land/Region                  | Auszeichnungen für Musikverkäufe (Land/Region, Auszeichnung, Verkäufe) | Verkäufe  |
| ---------------------------- | ---------------------------------------------------------------------- | --------- |
| Australien (ARIA)            | Platin                                                                 | 70.000    |
| Brasilien (PMB)              | Gold                                                                   | 30.000    |
| Kanada (MC)                  | Platin                                                                 | 80.000    |
| Neuseeland (RMNZ)            | Gold                                                                   | 15.000    |
| Südkorea (KMCA)              | —                                                                      | 72.323    |
| Vereinigte Staaten (RIAA)    | 6× Platin                                                              | 6.000.000 |
| Vereinigtes Königreich (BPI) | Silber                                                                 | 200.000   |
| Insgesamt                    | 1× Silber · 2× Gold · 8× Platin ·                                      | 6.467.323 |

### Missing You
| Land/Region       | Auszeichnungen für Musikverkäufe (Land/Region, Auszeichnung, Verkäufe) | Verkäufe |
| ----------------- | ---------------------------------------------------------------------- | -------- |
| Frankreich (SNEP) | Gold                                                                   | 100.000  |
| Insgesamt         | 1× Gold ·                                                              | 100.000  |

### Rock That Body
| Land/Region                  | Auszeichnungen für Musikverkäufe (Land/Region, Auszeichnung, Verkäufe) | Verkäufe |
| ---------------------------- | ---------------------------------------------------------------------- | -------- |
| Australien (ARIA)            | Platin                                                                 | 70.000   |
| Brasilien (PMB)              | Gold                                                                   | 30.000   |
| Frankreich (SNEP)            | Gold                                                                   | 100.000  |
| Italien (FIMI)               | Gold                                                                   | 15.000   |
| Kanada (MC)                  | Gold                                                                   | 40.000   |
| Neuseeland (RMNZ)            | Platin                                                                 | 30.000   |
| Vereinigtes Königreich (BPI) | Gold                                                                   | 400.000  |
| Insgesamt                    | 5× Gold · 2× Platin ·                                                  | 685.000  |

### The Time (Dirty Bit)
| Land/Region                  | Auszeichnungen für Musikverkäufe (Land/Region, Auszeichnung, Verkäufe) | Verkäufe  |
| ---------------------------- | ---------------------------------------------------------------------- | --------- |
| Australien (ARIA)            | 3× Platin                                                              | 210.000   |
| Belgien (BRMA)               | Platin                                                                 | 30.000    |
| Brasilien (PMB)              | 2× Diamant                                                             | 500.000   |
| Dänemark (IFPI)              | Gold                                                                   | 15.000    |
| Deutschland (BVMI)           | 3× Gold                                                                | 450.000   |
| Frankreich (SNEP)            | Platin                                                                 | 250.000   |
| Italien (FIMI)               | Platin                                                                 | 30.000    |
| Japan (RIAJ)                 | Gold                                                                   | 100.000   |
| Neuseeland (RMNZ)            | Platin                                                                 | 15.000    |
| Schweden (IFPI)              | 3× Platin                                                              | 120.000   |
| Schweiz (IFPI)               | 2× Platin                                                              | 60.000    |
| Spanien (Promusicae)         | Platin                                                                 | 40.000    |
| Südkorea (KMCA)              | —                                                                      | 364.440   |
| Vereinigtes Königreich (BPI) | Platin                                                                 | 600.000   |
| Insgesamt                    | 3× Gold · 15× Platin · 2× Diamant ·                                    | 2.784.440 |

### Just Can’t Get Enough
| Land/Region                  | Auszeichnungen für Musikverkäufe (Land/Region, Auszeichnung, Verkäufe) | Verkäufe  |
| ---------------------------- | ---------------------------------------------------------------------- | --------- |
| Australien (ARIA)            | 3× Platin                                                              | 210.000   |
| Belgien (BRMA)               | Gold                                                                   | 15.000    |
| Brasilien (PMB)              | Diamant                                                                | 250.000   |
| Dänemark (IFPI)              | Gold                                                                   | 45.000    |
| Deutschland (BVMI)           | Gold                                                                   | 150.000   |
| Frankreich (SNEP)            | Gold                                                                   | 175.800   |
| Italien (FIMI)               | Platin                                                                 | 30.000    |
| Neuseeland (RMNZ)            | 3× Platin                                                              | 90.000    |
| Schweden (IFPI)              | Platin                                                                 | 40.000    |
| Schweiz (IFPI)               | Platin                                                                 | 30.000    |
| Spanien (Promusicae)         | Gold                                                                   | 30.000    |
| Vereinigtes Königreich (BPI) | Platin                                                                 | 600.000   |
| Insgesamt                    | 5× Gold · 10× Platin · 1× Diamant ·                                    | 1.665.800 |

### Don’t Stop the Party
| Land/Region                  | Auszeichnungen für Musikverkäufe (Land/Region, Auszeichnung, Verkäufe) | Verkäufe |
| ---------------------------- | ---------------------------------------------------------------------- | -------- |
| Australien (ARIA)            | Platin                                                                 | 70.000   |
| Belgien (BRMA)               | Gold                                                                   | 15.000   |
| Brasilien (PMB)              | Diamant                                                                | 250.000  |
| Frankreich (SNEP)            | Platin                                                                 | 200.000  |
| Italien (FIMI)               | Gold                                                                   | 15.000   |
| Neuseeland (RMNZ)            | Gold                                                                   | 7.500    |
| Schweiz (IFPI)               | Gold                                                                   | 15.000   |
| Vereinigtes Königreich (BPI) | Silber                                                                 | 200.000  |
| Insgesamt                    | 1× Silber · 4× Gold · 2× Platin · 1× Diamant ·                         | 772.500  |

### Whenever
| Land/Region       | Auszeichnungen für Musikverkäufe (Land/Region, Auszeichnung, Verkäufe) | Verkäufe |
| ----------------- | ---------------------------------------------------------------------- | -------- |
| Frankreich (SNEP) | —                                                                      | 42.500   |
| Insgesamt         | —                                                                      | 42.500   |

### Mami
| Land/Region               | Auszeichnungen für Musikverkäufe (Land/Region, Auszeichnung, Verkäufe) | Verkäufe |
| ------------------------- | ---------------------------------------------------------------------- | -------- |
| Kolumbien (ASINCOL)       | Gold                                                                   | 10.000   |
| Peru (UNIMPRO)            | Platin                                                                 | 6.000    |
| Vereinigte Staaten (RIAA) | Gold                                                                   | 30.000   |
| Insgesamt                 | 2× Gold · 1× Platin ·                                                  | 46.000   |

### Ritmo (Bad Boys for Life)
| Land/Region                  | Auszeichnungen für Musikverkäufe (Land/Region, Auszeichnung, Verkäufe) | Verkäufe  |
| ---------------------------- | ---------------------------------------------------------------------- | --------- |
| Australien (ARIA)            | Gold                                                                   | 35.000    |
| Belgien (BRMA)               | Gold                                                                   | 20.000    |
| Dänemark (IFPI)              | Gold                                                                   | 45.000    |
| Deutschland (BVMI)           | Gold                                                                   | 200.000   |
| Frankreich (SNEP)            | Diamant                                                                | 333.333   |
| Italien (FIMI)               | 2× Platin                                                              | 140.000   |
| Kanada (MC)                  | 3× Platin                                                              | 240.000   |
| Mexiko (AMPROFON)            | 2× Diamant                                                             | 600.000   |
| Österreich (IFPI)            | Gold                                                                   | 15.000    |
| Polen (ZPAV)                 | Platin                                                                 | 50.000    |
| Portugal (AFP)               | 2× Platin                                                              | 20.000    |
| Schweden (IFPI)              | Gold                                                                   | 40.000    |
| Schweiz (IFPI)               | Platin                                                                 | 20.000    |
| Spanien (Promusicae)         | 4× Platin                                                              | 160.000   |
| Vereinigte Staaten (RIAA)    | 2× Platin                                                              | 2.000.000 |
| Vereinigtes Königreich (BPI) | Silber                                                                 | 200.000   |
| Zentralamerika (CFC)         | 3× Platin                                                              | 210.000   |
| Insgesamt                    | 1× Silber · 6× Gold · 18× Platin · 3× Diamant ·                        | 4.328.333 |

### Mamacita
| Land/Region               | Auszeichnungen für Musikverkäufe (Land/Region, Auszeichnung, Verkäufe) | Verkäufe  |
| ------------------------- | ---------------------------------------------------------------------- | --------- |
| Belgien (BRMA)            | Platin                                                                 | 40.000    |
| Deutschland (BVMI)        | Gold                                                                   | 200.000   |
| Frankreich (SNEP)         | Diamant                                                                | 333.333   |
| Italien (FIMI)            | 3× Platin                                                              | 210.000   |
| Kanada (MC)               | 2× Platin                                                              | 160.000   |
| Mexiko (AMPROFON)         | 5× Gold                                                                | 150.000   |
| Österreich (IFPI)         | Gold                                                                   | 15.000    |
| Polen (ZPAV)              | 2× Platin                                                              | 40.000    |
| Portugal (AFP)            | Platin                                                                 | 10.000    |
| Schweiz (IFPI)            | Platin                                                                 | 20.000    |
| Spanien (Promusicae)      | Platin                                                                 | 40.000    |
| Vereinigte Staaten (RIAA) | Platin                                                                 | 1.000.000 |
| Zentralamerika (CFC)      | Gold                                                                   | 35.000    |
| Insgesamt                 | 4× Gold · 14× Platin · 1× Diamant ·                                    | 2.253.333 |

### Vida Loca
| Land/Region       | Auszeichnungen für Musikverkäufe (Land/Region, Auszeichnung, Verkäufe) | Verkäufe |
| ----------------- | ---------------------------------------------------------------------- | -------- |
| Frankreich (SNEP) | Gold                                                                   | 100.000  |
| Insgesamt         | 1× Gold ·                                                              | 100.000  |

### Girl like Me
| Land/Region               | Auszeichnungen für Musikverkäufe (Land/Region, Auszeichnung, Verkäufe) | Verkäufe  |
| ------------------------- | ---------------------------------------------------------------------- | --------- |
| Belgien (BRMA)            | Gold                                                                   | 20.000    |
| Brasilien (PMB)           | 2× Diamant                                                             | 320.000   |
| Frankreich (SNEP)         | Diamant                                                                | 333.333   |
| Italien (FIMI)            | Platin                                                                 | 100.000   |
| Mexiko (AMPROFON)         | Diamant · + 3× Gold                                                    | 430.000   |
| Peru (UNIMPRO)            | Platin                                                                 | 6.000     |
| Polen (ZPAV)              | Platin                                                                 | 50.000    |
| Portugal (AFP)            | Gold                                                                   | 5.000     |
| Schweiz (IFPI)            | 2× Platin                                                              | 40.000    |
| Spanien (Promusicae)      | Platin                                                                 | 60.000    |
| Vereinigte Staaten (RIAA) | Platin                                                                 | 1.000.000 |
| Zentralamerika (CFC)      | Platin                                                                 | 70.000    |
| Insgesamt                 | 3× Gold · 9× Platin · 4× Diamant ·                                     | 2.434.333 |

### El teke teke
| Land/Region               | Auszeichnungen für Musikverkäufe (Land/Region, Auszeichnung, Verkäufe) | Verkäufe |
| ------------------------- | ---------------------------------------------------------------------- | -------- |
| Vereinigte Staaten (RIAA) | Gold                                                                   | 30.000   |
| Insgesamt                 | 1× Gold ·                                                              | 30.000   |

### Don’t You Worry
| Land/Region          | Auszeichnungen für Musikverkäufe (Land/Region, Auszeichnung, Verkäufe) | Verkäufe |
| -------------------- | ---------------------------------------------------------------------- | -------- |
| Brasilien (PMB)      | 2× Platin                                                              | 80.000   |
| Frankreich (SNEP)    | Diamant                                                                | 333.333  |
| Italien (FIMI)       | 2× Platin                                                              | 200.000  |
| Kanada (MC)          | Gold                                                                   | 40.000   |
| Österreich (IFPI)    | Platin                                                                 | 30.000   |
| Polen (ZPAV)         | Platin                                                                 | 50.000   |
| Schweiz (IFPI)       | Gold                                                                   | 10.000   |
| Spanien (Promusicae) | Platin                                                                 | 60.000   |
| Ungarn (MAHASZ)      | Platin                                                                 | 4.000    |
| Insgesamt            | 2× Gold · 8× Platin · 1× Diamant ·                                     | 807.333  |

### Simply the Best
| Land/Region    | Auszeichnungen für Musikverkäufe (Land/Region, Auszeichnung, Verkäufe) | Verkäufe |
| -------------- | ---------------------------------------------------------------------- | -------- |
| Italien (FIMI) | Gold                                                                   | 50.000   |
| Insgesamt      | 1× Gold ·                                                              | 50.000   |

### Bailar contigo
| Land/Region       | Auszeichnungen für Musikverkäufe (Land/Region, Auszeichnung, Verkäufe) | Verkäufe |
| ----------------- | ---------------------------------------------------------------------- | -------- |
| Frankreich (SNEP) | Platin                                                                 | 200.000  |
| Italien (FIMI)    | Platin                                                                 | 100.000  |
| Insgesamt         | 2× Platin ·                                                            | 300.000  |

## Auszeichnungen nach Musikstreamings

### The Time (Dirty Bit)
| Land/Region     | Auszeichnungen für Musikverkäufe (Land/Region, Auszeichnung, Verkäufe) | Verkäufe |
| --------------- | ---------------------------------------------------------------------- | -------- |
| Dänemark (IFPI) | Gold                                                                   | 50.000   |
| Insgesamt       | 1× Gold ·                                                              | 50.000   |

## Auszeichnungen nach Videoalben

### Behind the Bridge to Elephunk
| Land/Region       | Auszeichnungen für Musikverkäufe (Land/Region, Auszeichnung, Verkäufe) | Verkäufe |
| ----------------- | ---------------------------------------------------------------------- | -------- |
| Australien (ARIA) | Gold                                                                   | 7.500    |
| Insgesamt         | 1× Gold ·                                                              | 7.500    |

### Live from Sydney to Vegas
| Land/Region         | Auszeichnungen für Musikverkäufe (Land/Region, Auszeichnung, Verkäufe) | Verkäufe |
| ------------------- | ---------------------------------------------------------------------- | -------- |
| Argentinien (CAPIF) | Platin                                                                 | 8.000    |
| Australien (ARIA)   | Platin                                                                 | 15.000   |
| Brasilien (PMB)     | Gold                                                                   | 15.000   |
| Insgesamt           | 1× Gold · 2× Platin ·                                                  | 38.000   |

## Statistik und Quellen
| Land/RegionAuszeichnungen für Musikverkäufe (Land/Region, Auszeichnungen, Verkäufe, Quellen) | Silber     | Gold         | Platin         | Diamant       | Verkäufe    | Quellen                                                         |
| -------------------------------------------------------------------------------------------- | ---------- | ------------ | -------------- | ------------- | ----------- | --------------------------------------------------------------- |
| Argentinien (CAPIF)                                                                          | —          | —            | 3× Platin3     | —             | 88.000      | capif.org.ar (Memento vom 31. Mai 2011 im Internet Archive)     |
| Australien (ARIA)                                                                            | —          | 5× Gold5     | 54× Platin54   | —             | 3.927.500   | aria.com.au                                                     |
| Belgien (BRMA)                                                                               | —          | 6× Gold6     | 14× Platin14   | —             | 585.000     | ultratop.be                                                     |
| Brasilien (PMB)                                                                              | —          | 8× Gold8     | 11× Platin11   | 8× Diamant8   | 2.635.000   | pro-musicabr.org.br BR2                                         |
| Dänemark (IFPI)                                                                              | —          | 7× Gold7     | 12× Platin12   | —             | 721.000     | ifpi.dk                                                         |
| Deutschland (BVMI)                                                                           | —          | 10× Gold10   | 11× Platin11   | —             | 5.200.000   | musikindustrie.de                                               |
| Europa (IFPI)                                                                                | —          | —            | 9× Platin9     | —             | (9.000.000) | ifpi.org (Memento vom 1. Januar 2014 im Internet Archive)       |
| Finnland (IFPI)                                                                              | —          | Gold1        | —              | —             | 23.541      | ifpi.fi                                                         |
| Frankreich (SNEP)                                                                            | —          | 8× Gold8     | 6× Platin6     | 10× Diamant10 | 6.160.231   | infodisc.fr snepmusique.com                                     |
| Golf-Kooperationsrat (IFPI)                                                                  | —          | —            | Platin1        | —             | 6.000       | ifpi.org                                                        |
| Griechenland (IFPI)                                                                          | —          | Gold1        | —              | —             | 10.000      | ifpi.gr                                                         |
| Irland (IRMA)                                                                                | —          | —            | 9× Platin9     | —             | 135.000     | irishcharts.ie                                                  |
| Italien (FIMI)                                                                               | —          | 10× Gold10   | 22× Platin22   | —             | 1.900.000   | fimi.it                                                         |
| Japan (RIAJ)                                                                                 | —          | 6× Gold6     | 3× Platin3     | —             | 1.350.000   | riaj.or.jp JP2                                                  |
| Kanada (MC)                                                                                  | —          | 2× Gold2     | 34× Platin34   | Diamant1      | 3.240.000   | musiccanada.com                                                 |
| Kolumbien (ASINCOL)                                                                          | —          | Gold1        | —              | —             | 10.000      | Einzelnachweise                                                 |
| Libanon (IFPI)                                                                               | —          | Gold1        | —              | —             | 3.000       | ifpi.org (Memento vom 10. Oktober 2013 im Internet Archive)     |
| Mexiko (AMPROFON)                                                                            | —          | 3× Gold3     | 7× Platin7     | 3× Diamant3   | 1.620.000   | amprofon.com.mx                                                 |
| Neuseeland (RMNZ)                                                                            | —          | 8× Gold8     | 37× Platin37   | —             | 845.000     | aotearoamusiccharts.co.nz NZ2 NZ3                               |
| Niederlande (NVPI)                                                                           | —          | —            | 2× Platin2     | —             | 140.000     | nvpi.nl                                                         |
| Norwegen (IFPI)                                                                              | —          | 2× Gold2     | 2× Platin2     | —             | 45.000      | ifpi.no (Memento vom 5. November 2012 im Internet Archive)      |
| Österreich (IFPI)                                                                            | —          | 6× Gold6     | Platin1        | —             | 115.000     | ifpi.at                                                         |
| Peru (UNIMPRO)                                                                               | —          | —            | 2× Platin2     | —             | 12.000      | Einzelnachweise                                                 |
| Polen (ZPAV)                                                                                 | —          | Gold1        | 8× Platin8     | —             | 260.000     | olis.pl                                                         |
| Portugal (AFP)                                                                               | —          | 2× Gold2     | 6× Platin6     | —             | 115.000     | Einzelnachweise                                                 |
| Russland (NFPF)                                                                              | —          | 2× Gold2     | 7× Platin7     | —             | 160.000     | 2m-online.ru (Memento vom 15. Februar 2009 im Internet Archive) |
| Schweden (IFPI)                                                                              | —          | 7× Gold7     | 6× Platin6     | —             | 370.000     | sverigetopplistan.se                                            |
| Schweiz (IFPI)                                                                               | —          | 3× Gold3     | 17× Platin17   | —             | 505.000     | hitparade.ch                                                    |
| Singapur (RIAS)                                                                              | —          | Gold1        | Platin1        | —             | 15.000      | rias.org.sg                                                     |
| Spanien (Promusicae)                                                                         | —          | 3× Gold3     | 17× Platin17   | —             | 890.000     | elportaldemusica.es promusicae.es                               |
| Südkorea (KMCA)                                                                              | —          | —            | —              | —             | 1.059.638   | Einzelnachweise                                                 |
| Ungarn (MAHASZ)                                                                              | —          | 2× Gold2     | Platin1        | —             | 11.000      | slagerlistak.hu                                                 |
| Vereinigte Staaten (RIAA)                                                                    | —          | 3× Gold3     | 59× Platin59   | 2× Diamant2   | 77.560.000  | riaa.com                                                        |
| Vereinigtes Königreich (BPI)                                                                 | 6× Silber6 | 3× Gold3     | 33× Platin33   | —             | 18.387.000  | bpi.co.uk                                                       |
| Zentralamerika (CFC)                                                                         | —          | Gold1        | 4× Platin4     | —             | 315.000     | cfc-musica.com                                                  |
| Insgesamt                                                                                    | 6× Silber6 | 113× Gold113 | 399× Platin399 | 24× Diamant24 |             |                                                                 |